# Ternstroemia tepezapote
Ternstroemia tepezapote es una especie de planta de la familia Pentaphylacaceae, algunos de sus nombres comunes son: manguillo, manguillo de botón, manzanillo de sabana (México); tompetillo (El Salvador).

## Clasificación y descripción
Es un árbol de 5 a 20 m de alto con un diámetro de 15 cm o más, tiene un tronco ramificado a mediana altura, copa redonda con follaje lustroso, y ramitas terminales simpodiales. La corteza externa es lisa a fuertemente granulosa, color oscura a negruzca. La corteza interna de textura farinosa color rosa. La madera es dura, con una densidad intermedia, es de color rojizo a rosa, cuando seca es rosada. Presenta hojas simples alternas, agrupadas en los extremos terminales de las ramitas, de 5 a 12 cm de largo y de 2.5 a 5 cm de ancho, obovadas a elípticas, con ápice agudo o redondeado, bordes enteros y base cuneada; pecíolo de 0.3 a 1.5 cm de largo; nervaduras poco impresas en ambas superficies, algunas veces impresas en la parte superior; color verde oscuro, lustrosas en el haz y verde limón en envés.
Tiene inflorescencias axilares; las flores son aromáticas; pétalos color rosa-blanco, lanceolados u ovados, 8 mm de largo, agudos, unidos hasta la mitad; estambres 50 en 2-series; ovario 2-tecas, cada teca con 4 a 5 óvulos; estilo 6 a 7 mm de largo; estigma puntiforme; sépalos desiguales, los externos suborbiculares, 8 mm de largo; brácteas 2, opuestas, desiguales, ampliamente suborbiculares, de 2 a 3 mm de largo;  glándula denticulada, a veces conspicua Esta especie florea de abril a julio.
Los frutos tiene una forma de trompeta pequeña, de 2 cm de largo y de 1 a 1.5 cm de ancho en la base, cónico u ovoide-cónico, de parduscos a blanco crema. Semillas hasta de 10 mm, rojizas. Fructifica de marzo a diciembre.

## Distribución y hábitat
Desde el sur de México hasta Panamá. Forma parte del bosque subcaducifolio, húmedo o muy húmedo.

## Usos
La madera en construcción y para leña. Las flores se colocan en alcohol y el extracto que resulta se emplea para matar piojos de las aves de corral. Como árbol ornamental.